# Pycnandra
Genre
Classification phylogénétique
Sous-genres de rang inférieur
- Pycnandra subg. Achradotypus
- Pycnandra subg. Leptostylis
- Pycnandra subg. Pycnandra
- Pycnandra subg. Sebertia
- Pycnandra subg. Trouettia
- Pycnandra subg. Wagapensia

Synonymes
- Leptostylis Benth. in G.Bentham & J.D.Hooker  (1876).
- Achradotypus Baill. (1890).
- Chorioluma Baill. (1890).
- Jollya Pierre ex Baill. (1891), publication non valide
- Ochrothallus Pierre ex Baill. (1891).
- Trouettia Pierre ex Baill. (1891).
- Sebertia Pierre ex Engl. & Prantl in H.G.A.Engler & K.A.E.Prantl (1897).
- Heteromera Montrouz. ex Beauvis. (1901).
- Tropalanthe S.Moore (1921).
- Corbassona Aubrév. (1967).

Pycnandra est un genre de plantes à fleurs de la famille des Sapotaceae. Ce sont des arbres et des arbustes originaires de Nouvelle-Calédonie.

## Quelques espèces
- Pycnandra acuminata
- Pycnandra benthami
- Pycnandra chartacea
- Pycnandra comptonii
- Pycnandra controversa
- Pycnandra coriacea
- Pycnandra decandra
- Pycnandra elegans
- Pycnandra fastuosa
- Pycnandra griseosepala
- Pycnandra kaalaensis
- Pycnandra neocaledonica
- Pycnandra paniensis
- Pycnandra vieillardii